# Wellsville (Missouri)
Wellsville és una població dels Estats Units a l'estat de Missouri. Segons el cens del 2000 tenia 1.423 habitants.

## Demografia
Segons el cens del 2000, Wellsville tenia 1.423 habitants, 533 habitatges, i 346 famílies. La densitat de població era de 386,9 habitants per km².
Dels 533 habitatges en un 32,6% hi vivien nens de menys de 18 anys, en un 49,9% hi vivien parelles casades, en un 11,4% dones solteres, i en un 34,9% no eren unitats familiars. En el 30,4% dels habitatges hi vivien persones soles el 15,6% de les quals corresponia a persones de 65 anys o més que vivien soles. El nombre mitjà de persones vivint en cada habitatge era de 2,48 i el nombre mitjà de persones que vivien en cada família era de 3,08.
Per edats la població es repartia de la següent manera: un 26,7% tenia menys de 18 anys, un 7,7% entre 18 i 24, un 25,7% entre 25 i 44, un 18,3% de 45 a 60 i un 21,6% 65 anys o més.
L'edat mediana era de 38 anys. Per cada 100 dones de 18 o més anys hi havia 83,3 homes.
La renda mediana per habitatge era de 27.260 $ i la renda mediana per família de 32.917 $. Els homes tenien una renda mediana de 28.750 $ mentre que les dones 18.750 $. La renda per capita de la població era d'11.817 $. Entorn del 14,8% de les famílies i el 20,3% de la població estaven per davall del llindar de pobresa.

## Poblacions més properes
El següent diagrama mostra les poblacions més properes.